# Capital (departement van Corrientes)
Capital (Corrientes) is een departement in de Argentijnse provincie Corrientes. Het departement (Spaans:  departamento) heeft een oppervlakte van 522 km² en telt 328.868 inwoners.

## Plaatsen in departement Capital
- Corrientes
- Laguna Brava